# Alberic de Beauvais
Alberic de Beauvais (ur. 1080 — zm. w lutym 1148) – francuski benedyktyn i kardynał.
Pochodził z diecezji Beauvais. W młodym wieku wstąpił do klasztoru w Cluny, gdzie doszedł do stanowiska subprzeora. Następnie był przeorem opactwa St.-Martin-des-Champs, a w 1130 roku został opatem Vezelay w diecezji Autun. W 1136 proponowano jego kandydaturę na biskupa Langres, nie objął jednak tej funkcji. 3 kwietnia 1138 papież Innocenty II konsekrował go na kardynała biskupa Ostii. W następnych latach wielokrotnie działał jako legat papieski. W latach 1138–39 przebywał w Anglii i Szkocji; w jej trakcie m.in. przewodniczył synodowi w Westminster i doprowadził do pojednania z Rzymem szkockiego kościoła i monarchii, które w trakcie papieskiej schizmy lat 1130-38 popierały antypapieża Anakleta II. Następnie był legatem w Outremer (1140-41), gdzie deponował ze stanowiska nieprawnie obranego patriarchę Antiochii Ralfa z Domfront. W latach 1144–45 działał jako legat we Francji, przeprowadzając reformę kilku klasztorów benedyktyńskich. Podpisywał bulle papieskie datowane między 9 kwietnia 1138 a 22 listopada 1147. 
Kardynał Alberic zmarł w Verdun, a uroczystościom pogrzebowym przewodniczył opat cysterski Bernard z Clairvaux, z którym współpracował przy propagowaniu II krucjaty i zwalczaniu herezji we Francji. Dokładna data śmierci nie jest jasna. Nekrolog klasztoru St. Martin-des-Champes odnotował jego zgon pod datą dzienną 20 listopada, jednak bez podania roku. W grę wchodziłby teoretycznie zarówno rok 1147 jak i 1148, jednakże analiza źródeł narracyjnych (Gesta Alberonis, Kronika Alberyka z Trois-Fontaines) wskazuje, że żył on jeszcze w Boże Narodzenie 1147 roku, a zmarł przed synodem w Reims w kwietniu 1148. W tej sytuacji przyjmuje się, że najprawdopodobniej zmarł on w lutym 1148, a data podana w paryskim nekrologu jest nieprawidłowa lub odnosi się do innego wydarzenia (np. translacji zwłok).